# Çeyrek
Çeyrek (del persa čeharyak, que vol dir "un quart") fou una moneda otomana, coneguda també com a beshlik (beşlik), equivalent a 5 piastres, que era un quart d'un medjidiyye, una altra moneda turca. Fou introduïda el 1844 i va existir fins al final de l'Imperi Otomà.